# 河口湖
河口湖（かわぐちこ）は、本州中部山梨県の富士山北麓に存在する富士五湖の1つに数えられる相模川水系の湖である。富士箱根伊豆国立公園に指定されている。

## 概要
富士五湖の中で最も長い湖岸線を持ち、最も低い標高地点にある。面積は富士五湖では2番目の大きさで、最大水深は精進湖とほぼ同じで14.6メートルを測る。
湖の中央に鵜の島（鸕鷀島、うのしま）と呼ばれる小さな島がある。また、産屋ヶ崎は富士山展望の好適地とされているほか、乳ヶ崎、小曲岬（子轉ヶ崎）、長崎（胞ヶ崎）などの景勝も存在する。
「富士山-信仰の対象と芸術の源泉」の構成資産の一部として世界文化遺産に登録されている。

## 地理
富士五湖の中で最も北に位置し、全体が山梨県南東部の南都留郡富士河口湖町に属する。
河口湖には天然の流出口がないため、古来より大雨により増水し、湖岸の村々に洪水被害を出した。一方で、山を挟んだ東の新倉村（現・富士吉田市新倉）では透水性の溶岩台地が広がり、水利に乏しく、湖水を新倉方面へ通水させる用水路の開発が求められていた。全長3.8キロメートルを測る日本最長の手掘りトンネルといわれる新倉掘抜は江戸時代初期から工事が行われ、曲折を経て江戸後期の1866年（慶応2年）に完成し、新倉村は河口湖の水利権を保持している。1911年には新たなトンネルが掘削されたため、それ以降、新倉掘抜は利用されていない。
現在は、1917年に竣工した第二嘯川（東京電力の放水路）と1994年に完成した嘯治水トンネルを合わせた、嘯（うそぶき）川から構成される放水路により、宮川に放水される。この宮川は桂川（＝相模川）の支流であるため、河口湖は相模川水系に属している。
湖の東には三つ峠、北には御坂山地の黒岳、節刀ヶ岳が連なり、さらに西には十二ヶ岳がそびえる。南側は開け、そこに富士山が山容を見せ、湖面に写る逆さ富士は、湖の優れた景勝である。

## 観光

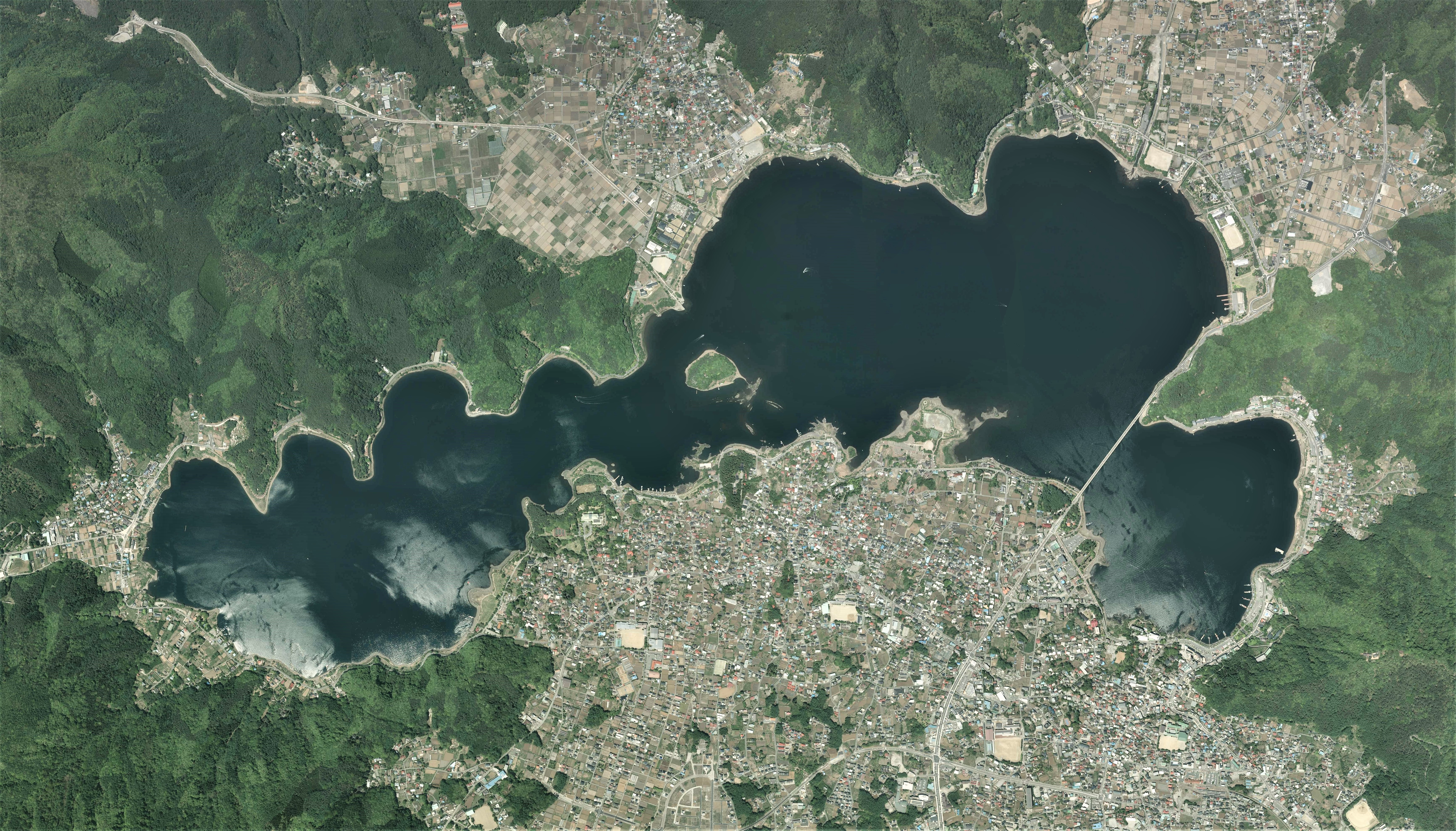
河口湖の空中写真。2015年撮影の4枚を合成作成。
。

河口湖東部、中央に河口湖大橋

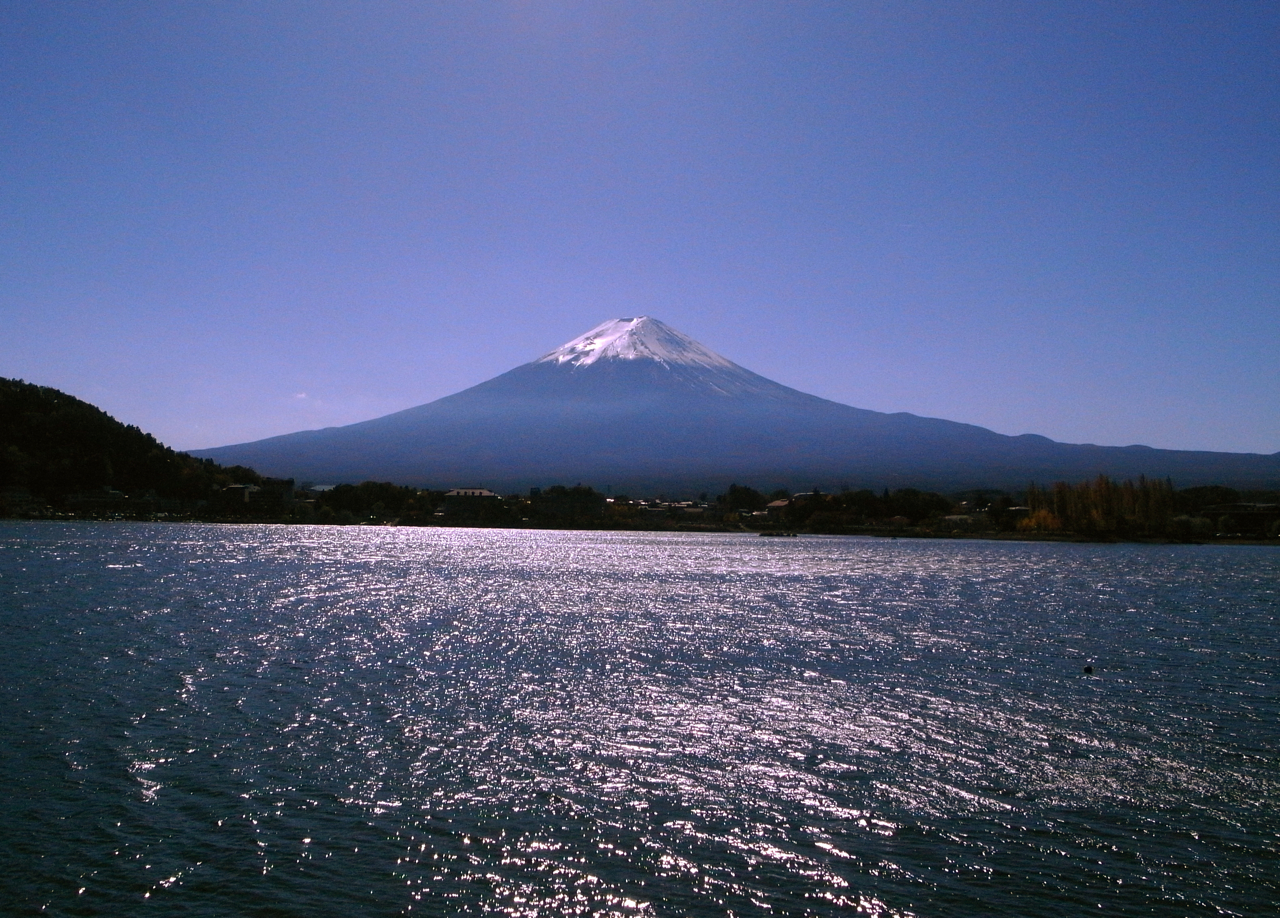
河口湖から富士山を望む。

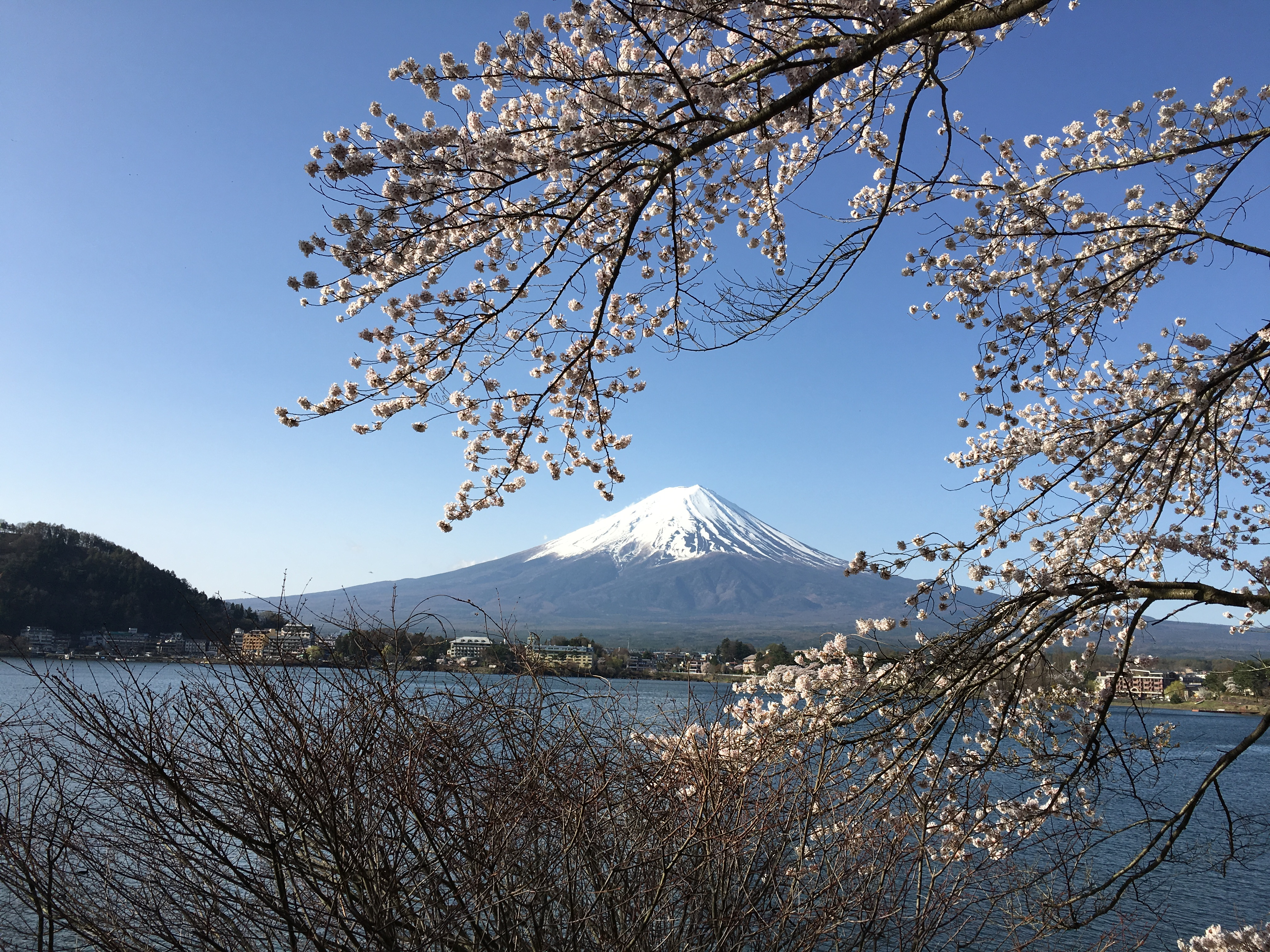
産屋ヶ崎からの富士山と桜

富士五湖のうち、もっとも早く観光開発された。平成になってから温泉が掘削され、富士河口湖温泉郷として東岸に温泉街が形成されている。湖畔には河口湖音楽と森の美術館、天上山へのアクセスとなる〜河口湖〜 富士山パノラマロープウェイ、河口湖遊覧船、河口湖猿まわし劇場、キャンプ場、そして多くのホテル・旅館、飲食店、物産店などがある。また、山梨県内で唯一の漕艇場があり、河口湖漕艇場として北岸側に艇庫・桟橋が整備されている。シーズン中は1000m×6コースが岸に対して斜めに張られており、斜めであるため、競技観戦の際には注意を要する。元々は河口湖大橋の北側付近に艇庫・桟橋があったものの、1986年の山梨国体の開催が決まった際、その大会規模に対して当時の設備が小さすぎることから、現在の場所に移転・拡大された。
ブラックバスが遊漁の対象として公的に認められている湖であり、マス類の放流もバスと共に盛んであるため、周囲には貸しボート店や釣具屋が多く、さらにはコンビニにまで釣り具が置いてある。全国的にもバスフィッシングのメッカとして知られており、連日多くの釣り人が訪れる。ただし、湖底にソフトルアーが大量に残されていることが問題視され、2007年に、芦ノ湖に次いでソフトルアー使用禁止の湖となった。コイやフナやオイカワも生息する。
2013年6月22日には「富士山-信仰の対象と芸術の源泉」の構成資産の1つとして世界文化遺産（日本の文化遺産としては13箇所目）に登録された。
2013年、水位が低下した状態が半年以上継続。通常は水上に浮いて見えるお堂の「六角堂」まで歩いていける状態となり話題を呼んだ。2015年にもまた水位が低下し、六角堂が再び陸続きとなった。

### 観光施設一覧
- 天上山公園
  - 〜河口湖〜 富士山パノラマロープウェイ
- FUJIYAMA COOKIE
- 河口湖遊覧船
- 河口湖ハーブ館
- 山梨宝石博物館・河口湖
- 河口湖美術館
- 河口湖音楽と森の美術館
- 河口湖猿まわし劇場
- 河口湖木ノ花美術館
- 久保田一竹美術館
- 河口湖自然生活館
- 河口湖体験工房クラフトパーク
- 富士大石 ハナテラス

## 歴史
- 864年 - 剣丸尾溶岩流によって剗の海の排水河が堰き止められて河口湖ができる[11]
- 1274年 - 船津溶岩で礎石を作り、川窪寺屋敷建設
- 1469年 - 筒口が塞がれる
- 1559年 - 川窪寺屋敷消失
- 1675年（延宝3年）-新倉掘抜の普請が開始されたと伝わる。
- 1865年（元治2年）-新倉掘抜が通水する。
- 1949年8月 - 定員超過の遊覧ボートが湖で転覆。死者16人[12]。

## 河口湖を描いた文学

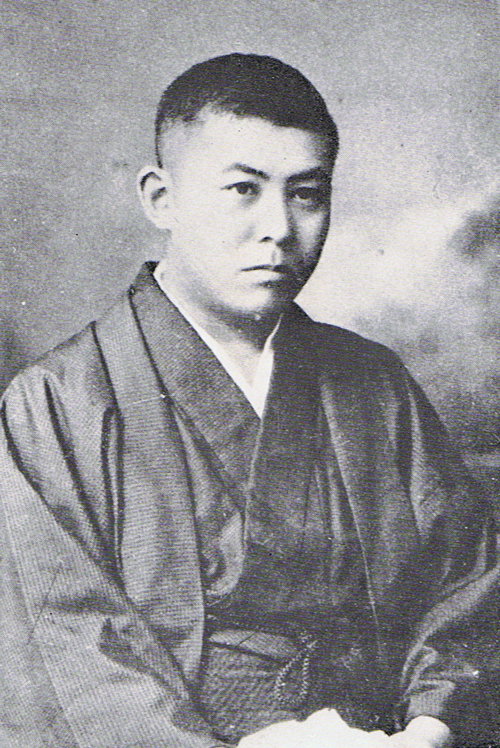
谷崎潤一郎

井伏鱒二は新倉掘抜を取材し、1976年（昭和51年）1月から7月まで、雑誌『海』に「新倉掘抜」を連載した。1986年（昭和61年）に『岳麓点描』と解題され、単行本化されている。
小説家の谷崎潤一郎（1886年 - 1965年）の代表作『細雪』には河口湖が登場する。「細雪」は第1回及び第2回が1943年1月と3月の『中央公論』に掲載されたものの、陸軍報道部の命令により以降の連載が中止となった。終戦後、1946年8月に『細雪』上巻が、1947年2月に中巻が中央公論社から刊行された後、同年3月から1948年10月まで「婦人公論」に下巻に相当する部分が連載された後、1948年12月に下巻が中央公論社から刊行されている。
『細雪』は大阪船場の旧家・蒔岡家の四姉妹の物語であるが、作中の次女・幸子と貞之助夫妻が旧婚旅行で河口湖に滞在する場面が描かれている。谷崎は1942年9月25日に南都留郡勝山村（現在の富士河口湖町勝山）の富士ビューホテルに滞在しており、滞在中に谷崎が妻松子の妹である渡辺重子にあてた1942年9月26日消印の葉書には、「翌日27日の午後5時27分に新宿駅に着く」旨が記されている。
1996年5月30日には富士ビューホテルからすぐ目の前に臨む河口湖湖畔に『細雪』の一節を刻んだ文学碑が建てられ除幕式が行われている。

## アクセス

### 道路
- 中央自動車道：河口湖IC
- 国道137号
- 国道139号（富士パノラマライン）

### 公共交通機関
- 富士山麓電気鉄道富士急行線（河口湖線）：河口湖駅